# Instituto Landau de Física Teórica

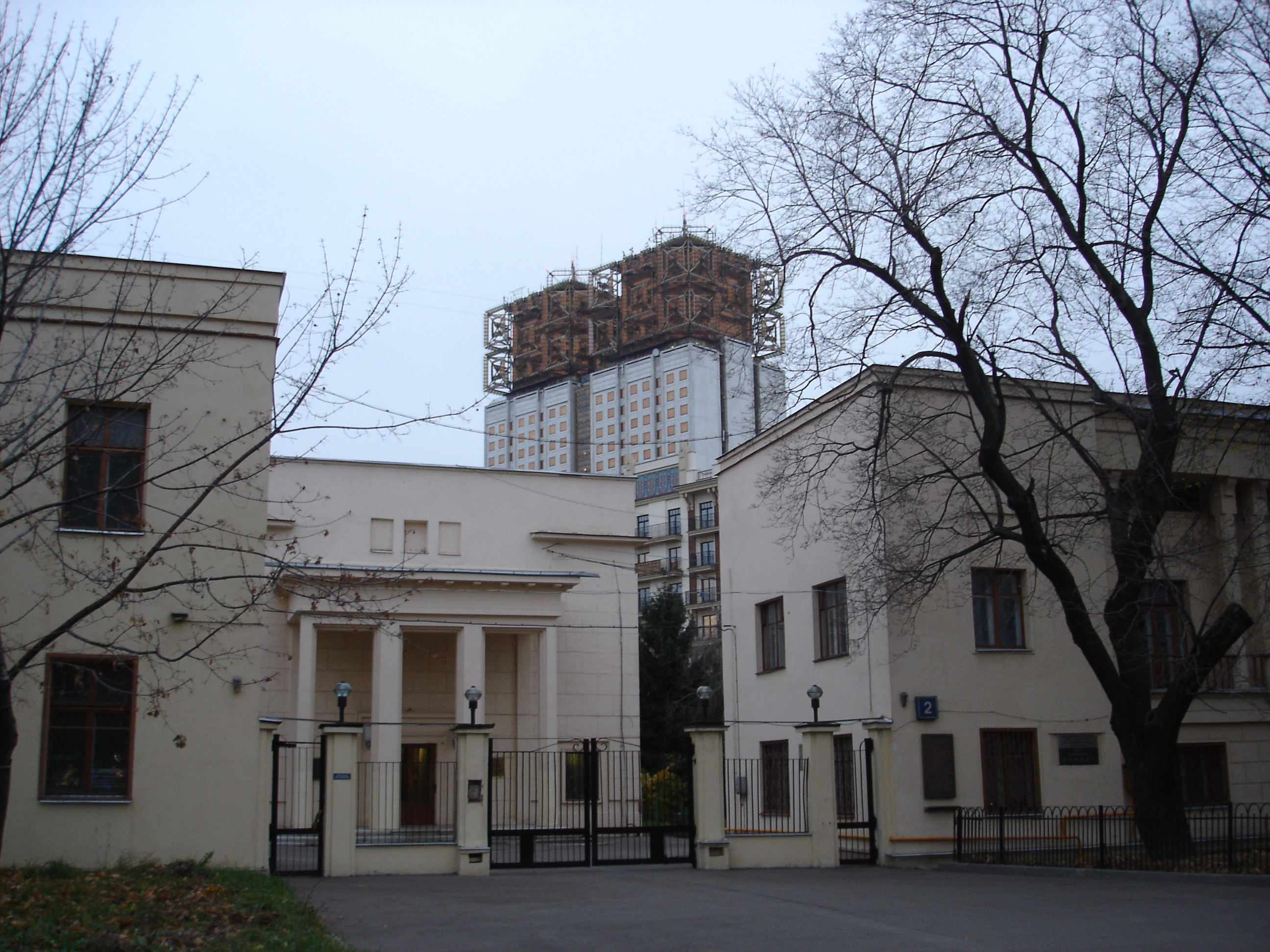
Instituto Landau de Física Teórica, Moscou, Rússia.

O Instituto Landau de Física Teórica (em russo:  Институт теоретической физики имени Л. Д. Ландау РАН) da Academia de Ciências da Rússia é uma institutição de pesquisas localizda na pequena cidade de Chernogolovka próximo a Moscou (tem também uma subdivisão em Moscou).

## História
O Instituto Landau foi formado em 1965 para manter a escola de Landau viva após o trágico acidente automobilístico de Lev D. Landau. Desde sua fundação o instituto desenvolveu-se rapidamente até possiur cerca de cem cientistas, tornando-se um dos mais conhecidos e liderantes institutos de física teórica do mundo.
Ao contrário de muitos outros centros científicos na Rússia, o Instituto Landau teve força para lidar com a crise da década de 1990. Embora cerca da metade dos cientistas aceitasse cargos em importantes centros científicos e universidades no exterior, a maioria deles manteve vínculos com o instituto de origem, formando uma rede científica na tradição da escola Landau e apoiando jovens físicos teóricos do Instituto Landau.

## Membros proeminentes
Até 1992 o instituto foi dirigido por Isaak Markovich Khalatnikov, que foi sucedido por Vladimir Zakharov. Seus numerosos cientistas proeminentes, matemáticos e físicos, incluem o Prêmio Nobel Alexei Alexeevich Abrikosov, bem como Igor Dzyaloshinsky, Lev Gor'kov, Vladimir Gribov, Arkady Migdal, Anatoly Larkin, Sergei Novikov, Alexander Polyakov, Mark Azbel, Valery Pokrovsky, Emmanuel Rashba, Sergey Iordanskii, Ioshua Levinson, Alexei Starobinski, Alexei Kitaev, Vadim Berezinskii, Gregory Volovik, Paul Wiegmann, Leonid Levitov, Alexander Zamolodchikov, Vadim Knizhnik, Konstantin Khanin e Yakov Sinai.

## Campos de pesquisa
Os principais campos de pesquisa são:
- Física matemática
- Física computacional
- Dinâmica não-linear
- Física da matéria condensada
- Física nuclear e física de partículas
- Teoria quântica de campos

## Further reading
- Isaak Markovich Khalatnikov e Vladimir P. Mineev (Eds.), 30 years of the Landau Institute- selected papers (World Scientific, 1996)

- Dados: Q688932